# Karl Weierstrass
Karl Theodor Wilhelm Weierstrass (Weierstraß) (født 31. oktober 1815, død 19. februar 1897) var en tysk matematiker.
Weierstrass var en af dem som skabte det eksakte grundlag for den moderne matematiske analyse. Mange mener at Weierstrass var manden der indførte den i dag meget brugte epsilon-delta-notation for funktionsanalyse.